# Monopinna

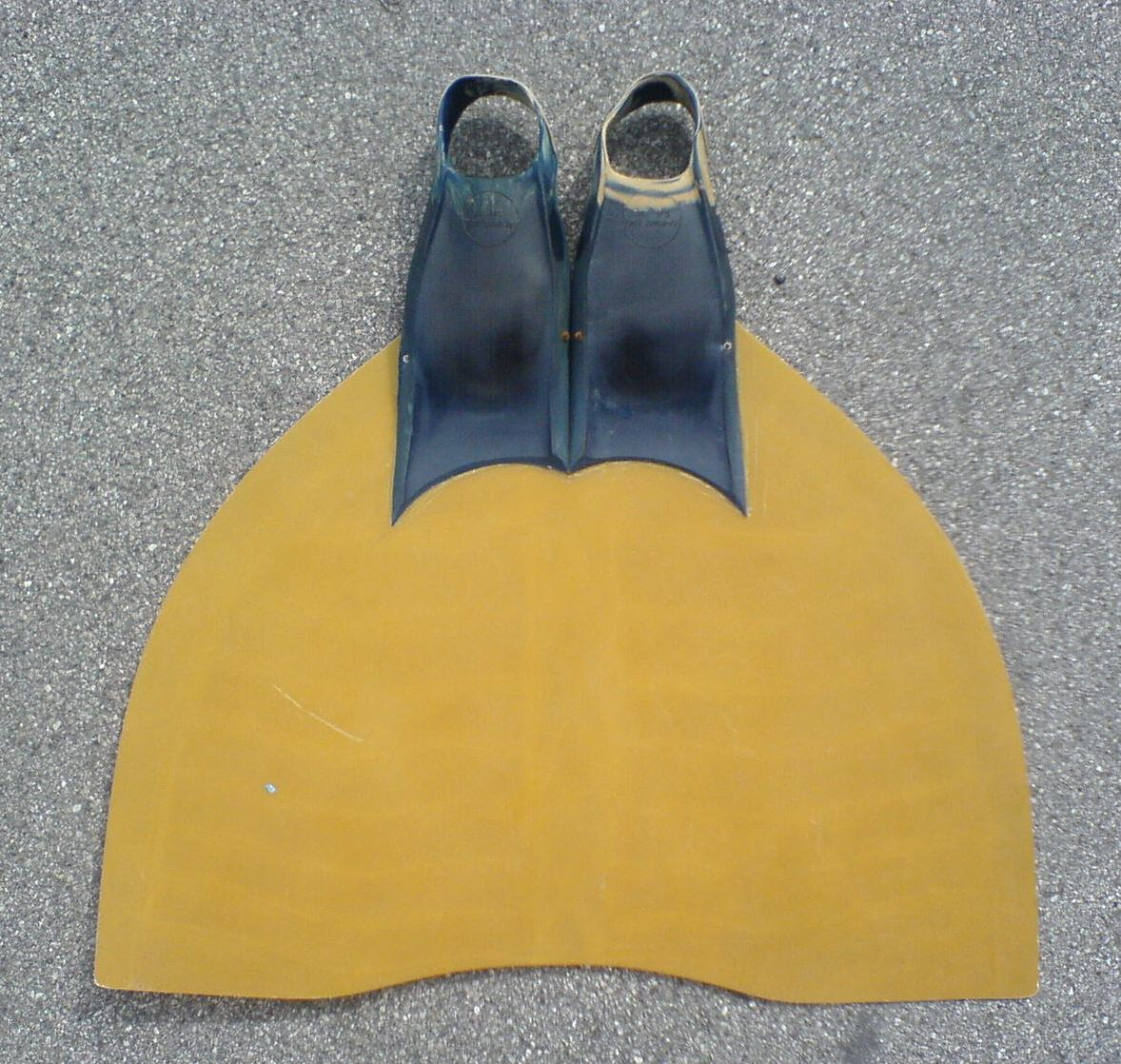
Esempio di monopinna

La monopinna è un'attrezzatura natatoria in vetroresina o fibra di carbonio nella quale viene montata una coppia di scarpette di gomma. Attrezzo usato nel nuoto pinnato e, più recentemente, dagli apneisti.

## Storia
La prima monopinna ad oggi conosciuta è la "matrimoniale" realizzata da Franco Pavone della SUB Bologna, nel 1969. 

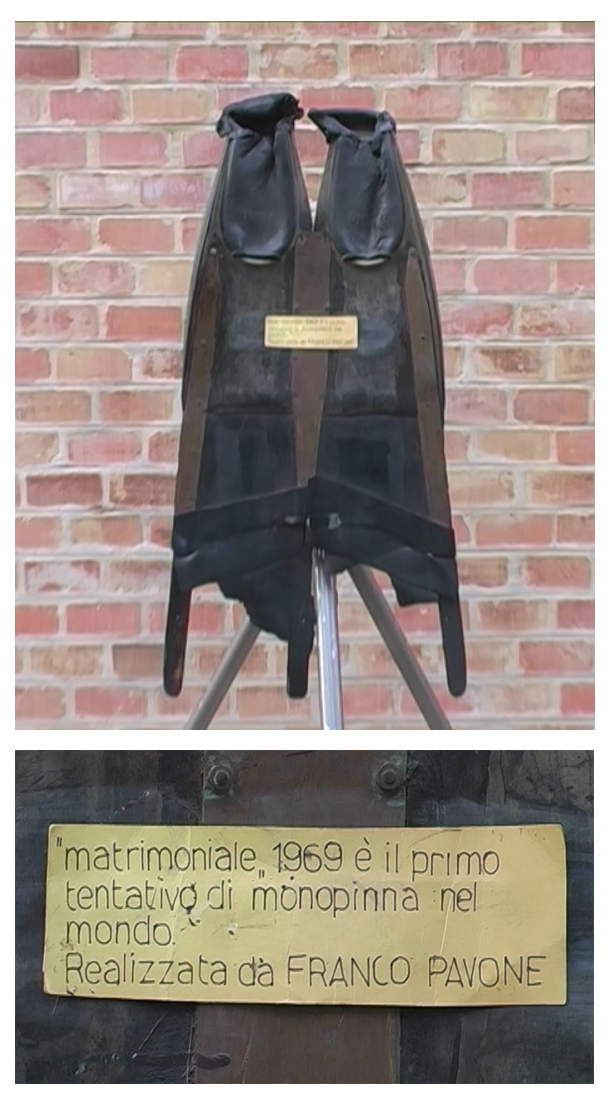
"Matrimoniale" 1969. Il primo tentativo di monopinna costruito al mondo da Franco Pavone a Bologna.

In campo agonistico, i primi ad usarla nel nuoto pinnato sono stati gli atleti degli stati dell'est Europa nei primi anni settanta. 
Negli ultimi anni, dal 2003 circa, si sono sviluppate monopinne con la pala inclinata fino a 20 gradi rispetto alla scarpetta; questa è inoltre passata da una sezione piatta a una sezione ovoidale, decisamente più idrodinamica, in modo da avere una migliore spinta e un migliore sfruttamento dello spostamento dell'acqua da parte dell'attrezzo, che tende in movimento ad assumere una forma simile ad un cucchiaio.
Con quest'inclinazione la pala della monopinna rimane sempre "in presa" nell'acqua, migliorando il rendimento e minimizzando i fattori fisici predisponenti all'attività. Prima dell'avvento delle scarpette inclinate gli atleti con articolazioni a livello della caviglia poco dotate di estensione limitavano le loro prestazioni, inficiando la posizione della pala in acqua, facendole assumere una posizione di "riposo" svantaggiosa tra una spinta e l'altra e una dissipazione dell'energia nel senso verticale, poco utile all'avanzamento.
Questa nuova concezione ha consentito un deciso miglioramento dei tempi nella varie distanze.

## Caratteristiche
È l'elemento base del nuoto pinnato. È costituita da una pala unica che può essere in plastica (usata solo per i giovani atleti che si avviano al preagonismo), in fibra di vetro (vetroresina), e più recentemente anche in carbonio e kevlar. Nel corso del tempo ha avuto una evoluzione, fino a giungere ad un modello che si può definire standard: le dimensioni vanno dai 60/80 centimetri di lunghezza e 60/70 centimetri di larghezza. 
I piedi, uniti paralleli, sono alloggiati in scarpette di gomma morbida (simili alle normali scarpette usate dai subacquei). Molto spesso gli atleti utilizzano puntali in neoprene che servono a calzare meglio la scarpetta. La pala si differenzia in base alla forma e alla durezza (l'unità di misura è il chilo/spinta): le monopinna da velocità sono più rigide (più chili/spinta) mentre le monopinne da mezzo fondo sono più morbide, oltre che di dimensioni lievemente superiori.
La monopinna permette di raggiungere velocità molto elevate in acqua. Il record del mondo nei 100 metri in superficie è intorno ai 35 secondi. Il movimento dell'uomo in acqua è simile a quello a delfino a nuoto libero, con la differenza che le braccia nel nuoto pinnato restano ferme, distese in avanti sopra la testa, assumendo una forma "a cuneo" atta alla penetrazione in acqua. 
Le monopinna si differenziano tra loro per la durezza della pala (solitamente "Dura", "Media", "Morbida") e della scarpetta, anch'essa più o meno rigida.